# Rock Your Body
Rock Your Body è un singolo del cantautore statunitense Justin Timberlake, pubblicato l'8 aprile 2003 come terzo estratto dal primo album in studio Justified.
Prodotto dai The Neptunes, il brano era stato inizialmente pensato per Michael Jackson. Viene cantata una parte della canzone da Vanessa Marquez. Il singolo ha raggiunto la numero 5 nella Billboard Hot 100. Ha esordito direttamente alla numero 1 nella classifica australiana e vi è stato per una settimana.

## Video musicale
Il videoclip, diretto da Francis Lawrence, ruota principalmente intorno a Timberlake impegnato in una coreografia. La principale ballerina del video è Staci Flood.

## L'incidente
La canzone è legata ad un episodio ambientato al Super Bowl, dove durante l'intervallo, il cantante la stava eseguendo insieme a Janet Jackson. Nel momento in cui il cantante esegue la strofa "have you naked by the end of this song" ("Sarai nuda alla fine di questa canzone") avrebbe dovuto strappare parte del costume della Jackson. Tuttavia il pezzo di costume strappato ha rivelato il seno nudo della cantante in diretta nazionale.

## Tracce
1. Rock Your Body (Album Version)
2. Rock Your Body (Sander Kleinenberg's Just in the Radio Edit)
3. Rock Your Body (Paul Oakenfold Mix)
4. Rock Your Body (Instrumental With Beatbox)

## Remix ufficiali
- Album Version — 4:27
- Instrumental — 4:27
- Paul Oakenfold Radio Edit — 3:50
- Sander Kleinenberg Just In The Club Mix; 9:42
- Paul Oakenfold Mix; 5:41

## Classifiche
| Classifica(2003-25) | Posizione più alta |
| ------------------- | ------------------ |
| Svizzera            | 34                 |
| Austria             | 56                 |
| Francia             | 15                 |
| Paesi Bassi         | 6                  |
| Belgio              | 6                  |
| Italia              | 27                 |
| Svezia              | 15                 |
| Finlandia           | 6                  |
| Lituania            | 47                 |
| Norvegia            | 17                 |
| Danimarca           | 3                  |
| Australia           | 1                  |
| Nuova Zelanda       | 4                  |